# Grey goo
O grey goo, também grafado como gray goo, é um cenário hipotético de extinção da civilização humana envolvendo nanotecnologia, onde robôs capazes de autorreplicação sairiam do controle e consumiriam toda a matéria da Terra ao se replicarem indefinidamente, num cenário denominado ecofagia. A ideia original assumia que as máquinas responsáveis pela catástrofe seriam, desde sua concepção, projetadas para se autorreplicarem; outras teorias já assumiram que as máquinas acidentalmente ganhariam esta capacidade.
Máquinas autorreplicáveis de magnitude macroscópica foram originalmente descritas pelo matemático John von Neumann, e são também chamadas de máquinas de von Neumann. O termo "grey goo" foi introduzido pelo pioneiro em nanotecnologia Eric Drexler em seu livro de 1986 Engines of Creation. Em 2004, ele declarou que "gostaria de nunca ter usado o termo 'gray goo'". No Engines of Creation, o termo é mencionado em dois parágrafos e uma nota, enquanto a popularização da ideia do grey goo veio em uma publicação da revista Omni, em novembro de 1986.

## Definição
O termo foi usado pela primeira vez por Eric Drexler, pioneiro na pesquisa nanotecnológica, em seu livro Engines of Creation, publicado em 1986. No capítulo 4, Engines of Abundance, Eric ilustra o crescimento exponencial e os limites inerentes ao descrever nanomáquinas que podem funcionar a partir de matéria básica:
| “ | Imagine um replicador flutuando em um recipiente de componentes químicos, fazendo cópias de si mesmo... o primeiro replicador monta uma cópia em um milésimo de segundo, os dois replicadores então constroem mais dois no próximo milésimo de segundo, os quatro constroem mais quatro, e os oito constroem mais oito. Ao final das dez primeiras horas, não haverá trinta e seis novos replicadores, mas mais de 68 bilhões. Em menos de um dia, eles pesariam uma tonelada; em menos de dois dias, eles seriam mais pesados que a Terra; em mais quatro horas, excederiam a massa do Sol e todos os planetas combinados — se o recipiente de componentes químicos já não tivesse acabado há muito tempo atrás. | ” |

Num documentário do History Channel, uma ideia diferente relacionada ao grey goo é referenciada num cenário apocalíptico futuro: "na prática, bilhões de nanorrobôs são lançados para limpar uma mancha de óleo na costa da Louisiana. Entretanto, por um erro de programação, os nanorrobôs devoram todos os objetos baseados em carbono, ao invés dos hidrocarbonetos do óleo. Os nanorrobôs destroem tudo enquanto se replicam. Em poucos dias, o planeta inteiro vira pó".
Drexler descreve o grey goo no capítulo 11:
| “ | Mesmo os mais primitivos autorreplicadores baseados em montagem podem superar os mais modernos organismos. Plantas com folhas não são mais eficientes que painéis solares, e poderiam ser facilmente abatidas por estes, que cobririam a biosfera bloqueando o sol. A bactéria onívora poderia eliminar a bactéria real: elas poderiam se espalhar como pólen ao vento, replicar-se suavemente e reduzir a biosfera à poeira em questão de dias. Replicadores perigosos podem facilmente ser resistentes, pequenos e rápidos demais para serem controlados, ao menos se não fizermos nenhuma preparação preliminar. Vírus e moscas da fruta já nos dão trabalho demais. | ” |

Drexler observa que o crescimento geométrico possibilitado pela autorreplicação é inerentemente limitado à quantidade de recursos.
Drexler usou o termo "grey goo" não pra indicar cor ou textura, mas para enfatizar a diferença entre "superioridade" em termos de valores humanos e "superioridade" em termos de sucesso competitivo:
| “ | Massas resistentes de replicadores fora de controle não precisam ser necessariamente cinzas ou pretensiosas, o termo "grey goo" (em inglês, algo como "cinza pretensioso") enfatiza que os replicadores capazes de acabar com a vida não são mais interessantes que uma erva daninha; eles podem ser superiores em sentido evolucionário, mas isto não os torna mais valiosos. | ” |

Bill Joy, um dos fundadores da Sun Microsystems, discutiu alguns dos problemas relacionados às pesquisas com este tipo de tecnologia em um artigo para a revista Wired, intitulado "Porque o futuro não precisa de nós". Numa resposta direta a Bill, a primeira análise técnica quantitativa de um cenário de ecofagia foi publicada em 2000 pelo pioneiro da nanomedicina Robert Freitas.

## Riscos e precauções
Drexler, mais recentemente, observou que não há necessidade de se construir algo que se aproxime, mesmo que vagamente, de um replicador em massa. Isto, por si só, evitaria o problema completamente. Em um artigo para a revista Nanotechnology, ele argumenta que máquinas autorreplicadoras são desnecessariamente complexas e ineficientes. Seu livro técnico de 1992 sobre nanotecnologias avançadas, Nanosystems: Molecular Machinery, Manufacturing and Computation, descreve sistemas de manufatura como fábricas minúsculas com máquinas especializadas em locais fixos e possibilidade de mover partes de um lugar a outro. Nenhuma destas medidas preveniria alguém de criar um grey goo para fins bélicos, caso fosse possível.
No Reino Unido, o Príncipe Charles convocou a Royal Society para investigar os "enormes riscos ambientais e sociais" da nanotecnologia, expondo o grey goo à mídia. O relatório da Royal Society foi publicado em 29 de julho de 2004, e declarou que a possibilidade de máquinas autorreplicantes encontra-se num futuro muito distante para ser legalmente regulamentada.
Análises mais recentes mostraram que o perigo de um grey goo é bem menor do que o inicialmente especulado, entretanto, outros riscos a longo prazo para a sociedade e o ambiente, oriundos da nanotecnologia, foram identificados. Drexler fez uma declaração pública para se retratar de sua hipótese grey goo, numa tentativa de focar o debate em ameaças mais realistas associadas ao uso maléfico da nanotecnologia, como terrorismo, e outras questões.
No artigo Safe Exponential Manufacturing, de Chris Phoenix e Eric Drexler, publicado em 2004 numa edição da revista Nanotechnology, foi sugerido que criar sistemas capazes de se autorreplicar nunca seria necessário. O Foresight Institute recomendou que máquinas moleculares sempre tivessem alguma forma de controlador embutido, para prevenir o abuso de tais dispositivos nanotecnológicos e eventualmente afastar o risco de um grey goo.

## Ética e caos
O grey goo é uma construção útil por considerar uma consequência de grande impacto e baixa probabilidade de tecnologias emergentes, sendo uma ferramenta importante no estudo da ética tecnológica. Daniel Vallero utilizou o grey goo como o pior cenário em um experimento com tecnologistas, contemplando possíveis riscos no avanço tecnológico; tais experimentos requerem a inclusão de eventos de probabilidade extremamente baixa na árvore de decisão, se tais eventos tiverem consequências extremamente negativas e irreversíveis, como aplicação direta do princípio da precaução. Dianne Irving alerta que "erros científicos possuem consequências longas". Vallero adaptou esta referência à teoria do caos para as tecnologias emergentes, onde pequenas permutações de condições iniciais podem resultar em consequências cumulativas e catastróficas, das quais os tecnologistas precisam estar cientes.